# Meseta de Dieng
Dieng es una meseta pantanosa que forma el piso de un complejo con una caldera en el área del volcán activo de Dieng, cerca de Wonosobo, Java Central, Indonesia. Conocida simplemente como "Dieng" por los indonesios, se encuentra a 2.000 m sobre el nivel del mar, lejos de grandes centros de población. El nombre de "Dieng" viene de «Di Hyang» que significa "Morada de los Dioses".
Parte de la campaña de guerrillas del general Sudirman durante la Guerra de la Independencia de Indonesia se llevó a cabo en la zona.
La meseta es el lugar donde se ubican ocho pequeños templos hindúes. Construidos alrededor del año 750 después de cristo, son las más antiguas estructuras de piedra antigua conocidas en Java. Se pensó originalmente que existieron unas 400, pero solo quedan 8.